# Авранш (округ)
Округ Авранш (фр. Arrondissement d'Avranches) — округ у Франції, в департаменті Манш. 2023 року округ об'єднував 134 муніципалітети, населення становило 134 398 осіб.
Адміністративний центр (супрефектура) — Авранш.

## Муніципалітети
Список муніципалітетів округу та їхні коди INSEE:
1. Авранш (50025)
2. Амелен (50229)
3. Анктовіль-сюр-Боск (50008)
4. Барантон (50029)
5. Басії (50027)
6. Бовуар (50042)
7. Бофісель (50040)
8. Бошам (50038)
9. Бреаль (50076)
10. Бревіль-сюр-Мер (50081)
11. Бресе (50074)
12. Бриквіль-сюр-Мер (50085)
13. Бруен (50088)
14. Буазівон (50062)
15. Бюе-Ле-Мон (50090)
16. Вен (50612)
17. Верні (50628)
18. Гатмо (50195)
19. Гранвіль (50218)
20. Гранпариньї (50391)
21. Донвіль-ле-Бен (50165)
22. Драже-Ронтон (50167)
23. Дюсе-Ле-Шері (50168)
24. Ек'ї (50174)
25. Жене (50199)
26. Жер (50200)
27. Жувіньї-ле-Валле (50260)
28. Жує (50259)
29. Жуллувіль (50066)
30. Ізіньї-ле-Бюа (50256)
31. Ікелон (50647)
32. Кароль (50102)
33. Кроллон (50155)
34. Кудвіль-сюр-Мер (50143)
35. Кулувре-Буабенатр (50144)
36. Куртій (50146)
37. Кюв (50158)
38. Ла-Годфруа (50205)
39. Ла-Е-Пенель (50237)
40. Ла-Люсерн-д'Утреме (50281)
41. Ла-Мердрак'єр (50327)
42. Ла-Муш (50361)
43. Ла-Шапель-Сеселен (50121)
44. Ла-Шапель-Юре (50124)
45. Ла-Шез-Бодуен (50112)
46. Лапанті (50263)
47. Ле-Валь-Сен-Пер (50616)
48. Ле-Гран-Селлан (50217)
49. Ле-Гриппон (50115)
50. Ле-Крене (50152)
51. Ле-Лож-Марші (50274)
52. Ле-Лож-сюр-Бресе (50275)
53. Ле-Лорер (50278)
54. Ле-Люо (50282)
55. Ле-Мені-Аделе (50300)
56. Ле-Мені-Обер (50304)
57. Ле-Мені-Жильбер (50312)
58. Ле-Мені-Озенн (50317)
59. Ле-Меніяр (50315)
60. Ле-Нефбур (50371)
61. Ле-Парк (50535)
62. Ле-Петі-Селлан (50399)
63. Ле-Таню (50590)
64. Ле-Теєль (50591)
65. Ле-Френ-Поре (50193)
66. Ленжар (50271)
67. Лоліф (50276)
68. Лонгвіль (50277)
69. Марсе-ле-Грев (50288)
70. Марсії (50290)
71. Мон-Сен-Мішель (50353)
72. Монжуа-Сен-Мартен (50347)
73. Мортен-Бокаж (50359)
74. Мулін (50362)
75. Мюневіль-сюр-Мер (50365)
76. Нотр-Дам-де-Лівуа (50379)
77. Окіньї (50247)
78. Осе-ла-Плен (50019)
79. Перр'є-ан-Бофісель (50397)
80. Пон (50411)
81. Понтобо (50408)
82. Понторсон (50410)
83. Пресе (50413)
84. Пуає (50407)
85. Реффювей (50428)
86. Романьї-Фонтене (50436)
87. Савіньї-ле-В'є (50570)
88. Сартії-Баї-Бокаж (50565)
89. Сасе (50443)
90. Сен-Бартелемі (50450)
91. Сен-Брис (50451)
92. Сен-Брис-де-Ландель (50452)
93. Сен-Жам (50487)
94. Сен-Жан-де-ла-Ез (50489)
95. Сен-Жан-де-Шам (50493)
96. Сен-Жан-дю-Корай-де-Буа (50495)
97. Сен-Жан-ле-Тома (50496)
98. Сен-Жорж-де-Лівуа (50472)
99. Сен-Жорж-де-Руелле (50474)
100. Сен-Ілер-дю-Аркуе (50484)
101. Сен-Кантен-сюр-ле-Омм (50543)
102. Сен-Клеман-Ранкудре (50456)
103. Сен-Лоран-де-Кюв (50499)
104. Сен-Лоран-де-Терргатт (50500)
105. Сен-Лу (50505)
106. Сен-Мартен-ле-Буян (50518)
107. Сен-Мішель-де-Монжуа (50525)
108. Сен-Мор-де-Буа (50521)
109. Сен-Нікола-де-Буа (50529)
110. Сен-Пер-сюр-Мер (50532)
111. Сен-П'єрр-Ланже (50540)
112. Сен-Планше (50541)
113. Сен-Пуа (50542)
114. Сен-Сеньє-де-Беврон (50553)
115. Сен-Сеньє-су-Авранш (50554)
116. Сен-Сір-дю-Баєль (50462)
117. Сен-Совер-ла-Поммре (50549)
118. Сент-Обен-де-Прео (50447)
119. Сент-Обен-де-Терргатт (50448)
120. Сент-Овен (50531)
121. Сео (50108)
122. Серанс (50109)
123. Сервон (50574)
124. Сурдеваль (50582)
125. Сюбліньї (50584)
126. Тані (50589)
127. Тіреп'є-сюр-Се (50597)
128. Фолліньї (50188)
129. Шавуа (50126)
130. Шампо (50117)
131. Шантлу (50120)
132. Шольє (50514)
133. Юдімені (50252)
134. Юїн-сюр-Мер (50253)